# Corpi di Weibel-Palade
In istologia, i corpi di Weibel-Palade sono degli organelli citoplasmatici presenti nelle cellule endoteliali che rivestono i vasi sanguigni e il cuore.
I corpi prendono il nome dei due scienziati che li descrissero per primi nel 1964.
Questi organelli svolgono un ruolo importante nell'emostasi della coagulazione del sangue e nell'infiammazione.
Contengono principalmente 2 complessi proteici: il fattore di von Willebrand e la P-selectina.
Il fatto che la P-selectina sia già presente all'interno della cellula e quindi non debba essere neo-sintetizzata permette un'esposizione molto rapida di questa molecola da parte dell'endotelio: è infatti coinvolta già nella prima fase di adesione del processo infiammatorio. 